# René Herla
René Herla (15 juli 1907 - onbekend) was een Belgische atleet, die gespecialiseerd was in het discuswerpen. Hij werd eenmaal Belgisch kampioen.

## Biografie
In 1947 werd Herla Belgisch kampioen discuswerpen. 
Herla was aangesloten bij ASSA Ronse en stapte in 1950 tijdelijk over naar CA Schaarbeek.

## Belgische kampioenschappen
| onderdeel    | jaar |
| ------------ | ---- |
| discuswerpen | 1947 |

## Persoonlijk record
| Onderdeel    | Prestatie | Datum | Plaats |
| ------------ | --------- | ----- | ------ |
| discuswerpen | 46,70 m   | 1947  |        |

## Palmares
discuswerpen
- 1945:  BK AC - 37,05 m
- 1947:  BK AC - 40,64 m